# جیمی کرگر
جیمز لی دانکن «جیمی» کرگر (متولد ۲۸ ژانویه ۱۹۷۸ در بوتل، مرزیساید) بازیکن فوتبال بازنشسته انگلیسی است که در پست دفاع مرکزی/بک راست برای لیورپول بازی می‌کرد. او به مدت ده سال پس از استیون جرارد، کاپیتان دوم باشگاه بود.
جیمی کرگر یکی از با سابقه‌ترین بازیکنان تاریخ باشگاه لیورپول است. کرگر پانصدمین بازی اش را برای باشگاه فوتبال لیورپول در تاریخ ۱۵ ژانویه ۲۰۰۸ در جام حذفی مقابل لوتون تاون انجام داد. او در آن بازی بازوبند کاپیتانی را به بازو بسته بود. او تا روز خداحافظی‌اش در ۱۹ مه ۲۰۱۳ ،۷۳۷ بار برای باشگاه لیورپول بازی کرد. او با ۱۵۰ بازی، بازیکنی است که بیشترین بازی را برای لیورپول در پیکارهای اروپایی انجام داده‌است.

## زندگی ورزشی

### باشگاه فوتبال لیورپول
جیمی کرگر با لقب کارا یکی از هشت بازیکنی است که تمام دوران فوتبالی خود را در لیورپول بازی کرده‌است. طی دوران فوتبالی‌اش، کاپیتان دوم لیورپول در کسب موفقیت‌های این باشگاه نقش مؤثری داشته و در این دوره بیش از ۵۰۰ بازی برای لیورپول انجام داده‌است.
جیمی کرگر پس از سپری کردن یک دوره موفق در آکادمی باشگاه، از سال ۱۹۹۶ زمانی که هفده سال داشت وارد ترکیب اصلی تیم بزرگسالان شد و با باشگاه لیورپول قرارداد حرفه‌ای امضا کرد. او در آن زمان عضو تیم ملی فوتبال زیر ۲۱ سال انگلستان بود و همان سال با تیم جوانان لیورپول به همراه مایکل اوون و دیوید تامپسون فاتح جام حذفی جوانان انگلستان شد.
نخستین بازی رسمی جیمی کرگر برای باشگاه مقابل باشگاه میدلزبورو در ۸ ژانویه ۱۹۹۷ رقم خورد، که در آن بازی به عنوان بازیکن تعویضی به جای راب جونز در جام حذفی کوکا کولا به میدان رفت. روی ایوانس مربی آن وقت لیورپول، ۱۸ ژانویه ۱۹۹۸، جیمی را نخستین بار از آغاز در برابر استون ویلا به میدان فرستاد. او د همان بازی به صورت کامل در میدان حضور داشت و حتی یک گل هم به ثمر رساند.
در سال ۲۰۰۱ جیمی کرگر عضو اصلی ترکیب لیورپول تحت مربیگری ژرارد هولیه در کسب سه جام معتبر بود که توانست ۵۸ بازی و بیشتر به عنوان بک چپ برای تیم انجام دهد.
در حالی که همیشه در ترکیب اصلی لیورپول جای محکمی داشت، اما به آنچه که استحقاقش بود در تیم دست نیافت. با هر خرید جدید تهدیدی برای موقعیت او در تیم مطرح می‌شد و هوادارن جایگاه کوپ رؤیای داشتن تیمی متشکل از ۱۱، کرگر را فریاد می‌زدند که طی این شرایط سرمربی وقت لیورپول مجبور به استفاده بیشتر از جیمی کرگر در ترکیب اصلی شد.
در سال ۲۰۰۳، در بازی مقابل بلکبرن برای کرگر مصدومیتی به وجود آمد. لوکاس نیل بازیکن بلکبرن با تکلی که بر روی ساق پای او رفت پای او را در ایوود پارک شکست و باعث شد جیمی کرگر به مدت ۶ ماه از فصل ۲۰۰۳–۲۰۰۴ را به دور از میادین سپری کند.
با رفتن ژرارد هولیه و آمدن رافائل بنیتز او به عنوان عضو ثابت دفاع میانی در ترکیب اصلی به بازی گرفته شد. به زودی در محافل ورزشی انگلستان به کرگر لقب بهترین دفاعی که کمتر به او اعتنا می‌شود داده شد. او یکی از مثال زدنی‌ترین عملکردهایش در تاریخ باشگاه را در استانبول به ثبت رساند. او و سامی هوپیا یکی از بهترین زوج‌های خط دفاعی را در آن سال در اروپا تشکیل دادند.
در ژوئیه ۲۰۰۵، کرگر قرارداد خود را برای ۴ سال دیگر با باشگاه تمدید کرد. وفاداری او به باشگاه یک ماه بعد نتیجه داد و در غیاب استیون جرارد او بازی سوپر جام اروپا بازوبند کاپیتانی را بر بازو بست و با شکست زسکا مسکو در ورزشگاه مونت کارلو جام قهرمانی سوپر جام اروپا را بالای سر برد.
در فصل بعد علی‌رغم گل به خودی در دقیقه ۲۱ بازی در فینال جام حذفی در سال ۲۰۰۶ مقابل وستهام یونایتد، جامی دیگر را فتح کرد. آن بازی دهمین فینالی بود که او در دهمین سال حضورش در باشگاه در آن شرکت می‌کرد.
او در فهرست ۱۰۰ بازیکن برتر تاریخ باشگاه فوتبال لیورپول از نگاه هواداران در رتبه ششم بالاتر از بازیکنانی همانند آلن هنسن، فیل تامپسون و املین هیوز قرار گرفت و عنوان بهترین دفاع تاریخ باشگاه را را به خود اختصاص داد.
در اوت ۲۰۰۶ کرگر بازوبند کاپیتانی را در بازی جام خیریه مقابل قهرمان فصل قبل یعنی چلسی به بازو بست و به همراه استیون جرارد مصدوم آن جام را بالای سر بردند.
در آن فصل بسیاری از رکوردهای شخصی او جابه‌جا شدند. در دسامبر او اولین گلش را در قرن جدید میلادی مقابل فولام به ثمر رساند و تعداد گل‌های زده خود را به عدد ۴ رساند. ۵ ماه بعد، در دور دوم نیمه نهایی لیگ قهرمانان اروپا مقابل چلسی، توانست رکورد ۸۹ بازی یان کلهن را در این پیکارها بشکند. پس از پایان این فصل او بار دیگر قرارداد خود را برای ۴ ساله دیگر با باشگاه تمدید کرد.
در اولین روزهای سال ۲۰۰۸ او در جمع ۱۲ بازیکن تاریخ باشگاه قرار گرفت که به مرز ۵۰۰ بازی برای باشگاه رسیدند.
افتخارات او به اینجا ختم نشد، و اولین بازیکن در تاریخ باشگاه لقب گرفت که توانسته بود ۱۰۰ بازی اروپایی انجام دهد و این افتخار در سن سیرو یکی از بزرگترین ورزشگاه‌های اروپا رقم خورد. در آن بازی لیورپول از نائب قهرمان ایتالیا شکست خورد و از لیگ قهرمانان اروپا حذف شد.
همچنین او در سال ۲۰۲۲ پس از شکست لیورپول در فینال لیگ قهرمانان اروپا به علت گفته های پیشین خود به شدت مورد تمسخر مردم در فضای مجازی قرار گرفت.

### تیم ملی فوتبال انگلستان
در سال ۱۹۹۶، کرگر اولین بازی اش را برای تیم ملی فوتبال زیر ۲۱ سال انگلستان انجام داد. وقتی او در سال ۲۰۰۰ کارش را در این تیم به پایان رساند توانست رکورد ۲۷ بازی ملی را از خود به جای بگذارد که مدت‌ها بر جای ماند تا این که اسکات کارسون، دروازبان تیم ملی زیر۲۱ سال انگلستان، توانست رکورد او را بشکند.
در آوریل سال ۱۹۹۹، او اولین بازی ملی اش را برای تیم ملی فوتبال انگلستان به مربیگری کوین کیگان مقابل تیم ملی فوتبال مجارستان انجام داد. او در آن بازی به عنوان بازیکن جانشین وارد زمین شد.
در سال ۲۰۰۲، او همچون هم تیمی دیگر خود استیون جرارد، رقابت‌های جام جهانی ۲۰۰۲ را به دلیل مصدومیت از دست داد.
در سال ۲۰۰۴، او عضو تیم ملی فوتبال انگلستان در یورو ۲۰۰۴ بود که در میزبان مسابقات پرتغال بود. او در این جام نتوانست در هیچ بازی شرکت کند.
در سال ۲۰۰۶، او یکی از اعضای تیم ملی فوتبال انگلستان بود که برای حضور در جام جهانی ۲۰۰۶ به رهبری اسون گوران اریکسون راهی آلمان شدند. او در این جام سه بازی برای تیمش انجام داد، از جمله در بازی نخست مقابل سوئد که به جای گری نویل مصدوم به زمین رفت. حضور او در آن رقابت‌ها با از دست دادن پنالتی‌اش مقابل پرتغال به پایان رسید. جرارد و لمپارد هم پنالتی‌های خود را از دست دادند و انگلستان از دور رقابت‌ها حذف شد.
جیمی کرگر پس از ناامید شدن از حضورش در ترکیب اصلی تیم ملی فوتبال انگلستان، تابستان ۲۰۰۷ از بازی‌های ملی خداحافظی کرد.

## زندگی شخصی
جیمی کرگر با دوست دوران بچگی اش نیکولا هارت (Nicola Hart) ازدواج کرد. آنها دو فرزند به نام‌های جیمز و میا دارند.

## افتخارات

### لیورپول
- جام حذفی (۲): ۲۰۰۱–۰۲، ۲۰۰۵–۰۶
- جام اتحادیه (۳): ۲۰۰۰–۰۱، ۲۰۰۲–۰۳، ۲۰۱۱–۱۲
- فینال جام حذفی جوانان انگلیس: ۱۹۹۶
- جام خیریه انگلستان (۲): ۲۰۰۱، ۲۰۰۶
- لیگ قهرمانان اروپا (۱): ۲۰۰۴–۰۵
- جام یوفا (۱): ۲۰۰۰–۰۱
- سوپر جام اروپا (۲): ۲۰۰۱، ۲۰۰۵